# Tasmanaria pacifica
Tasmanaria pacifica är en nässeldjursart som beskrevs av Vervoort och Watson 2003. Tasmanaria pacifica ingår i släktet Tasmanaria och familjen Sertulariidae. Inga underarter finns listade i Catalogue of Life.